# Тепселль, Аймо
Аймо Тепселль (фин. Aimo Tepsell, 8 мая 1932, Соданкюля, Финляндия) — финский спортсмен-ориентировщик, призёр первого чемпионата мира по спортивному ориентированию.
Принимал участие на первом чемпионате Европы в 1962 году. На индивидуальной дистанции был 14-м, уступив своему соотечественнику Эркки Кохвакка и швейцарцу Алексу Швагеру. Эстафета на первом европейском первенстве проводилась вне официальной программы, сборная Финляндии, в составе которой выступал Аймо Тепселль, заняла первое место. На втором чемпионате Европы, проходившем в Швейцарии в 1964 году, Тепселль завоевал две медали — бронза в индивидуальном зачете и золото в эстафете.
На третьем конгрессе ИОФ, который состоялся в Болгарии в 1965 году, было принято решение об переименовании чемпионата Европы в чемпионат мира (проведение чемпионатов Европы было возобновлено только в 2000 году). Первый чемпионат мира был проведен в Финляндии. Аймо Тепселль завоевал две серебряные медали: на индивидуальной дистанции он уступил норвежцу Оге Хадлеру, а в эстафете команда Финляндии в составе Эркки Кохвакка, Рольф Коскинен, Юхани Салменкюля и Аймо Тепселль уступила сборной Швеции.